# International Conference on Developments in Language Theory
Pour les articles homonymes, voir DLT.
La conférence International Conference on Developments in Language Theory (abrégé en DLT) est une conférence scientifique annuelle dans le domaine de l'informatique théorique, plus particulièrement en théorie des automates et langages formels, sous les auspices de l'European Association for Theoretical Computer Science.
Les contributions proposées sont évaluées par les pairs, comme il est d'usage dans ces conférences; les communications acceptées sont publiés, depuis 2011, dans la série des  Lecture Notes in Computer Science (en) de  Springer. Des versions détaillées de certaines contributions paraissent dans des numéros spéciaux de journaux scientifiques, comme Theoretical Computer Science and International Journal of Foundations of Computer Science.

## Thèmes des conférences
Les sujets abordés concernent notamment :
- Grammaires, accepteurs et transducteurs pour des mots, des arbres et des graphes
- Théorie algébrique des automates
- Propriétés algorithmiques, combinatoires et algébriques de mots et de langages
- Codes à longueur variable
- Dynamique symbolique
- Automates cellulaires
- Polyominaux et motifs multidimensionnels
- Questions de décidabilité
- Manipulation et compression d'images
- Algorithmique du texte
- Relations entre théorie des langages formels et cryptographie, concurrence, théorie de la complexité et logique
- Informatique inspirée par la biologie et informatique quantique

## Historique de la conférence
La série de conférences DLT conference series a été démarrée par Grzegorz Rozenberg et Arto Salomaa en 1993. Elle était biennale au début, annuelle à partir de 2001. Le Steering Committee est présidé par  Juhani Karhumäki depuis 2010. Les conférences sont les suivantes (entre parenthèses le numéro spécial de la revue consacré aux meilleurs articles)
- 25e DLT 2021 à Porto (Portugal) [IJFCS].
- 24e DLT 2020 à Tampa (Floride), annulée [LNCS]
- 23e DLT 2019 à Varsovie (Pologne) (2019) (LNCS 11647, Fundamenta Informaticae)
- 22e DLT 2018 à Tokyo (Japon)
- 21e DLT 2017 à Liège (Belgique) [IJFCS]
- 20e DLT 2016 à Montréal (Québec)
- 19e DLT 2015 à Liverpool (Angleterre)
- 18e DLT 2014 à Ekaterinbourg (Russie)
- 17e DLT 2013 à Marne-la-Vallée
- 16e DLT 2012 à Taipei (Taïwan)
- 15e DLT 2011 à Milan (Italie) [IJFCS 23(5), août 2012]
- 14e DLT 2010 à London (Ontario) [IJFCS 22(7), novembre 2011]
- 13e DLT 2009 à Stuttgart (Allemagne) [IJFCS 22(2), février 2011]
- 12e DLT 2008 à Kyoto (Japon) [IJFCS 21(4), août 2010]
- 11e DLT 2007 à Turku (Finlande) [IJFCS 19(3), juin 2008]
- 10e DLT 2006 à Santa Barbara (Califormie) [TCS 376(1-2), mai 2007]
- 9e DLT 2005 à Palermo (Italie) [IJFCS 17(3), juin 2006]
- 8e DLT 2004 à Auckland (Nouvelle Zélande) [IJFCS 16(4), août 2005]
- 7e DLT 2003 à Szeged (Hongrie) [TCS, 327(3), 2004]
- 6e DLT 2002 à Kyoto (Japon)
- 5th DLT 2001 à Vienne (Autriche)
- 4e DLT 1999 à Aix-la-Chapelle (Allemagne)
- 3e DLT 1997 à Thessalonique (Grèce)
- 2e DLT 1995 à Magdeburg (Allemagne)
- 1er DLT 1993 à Turku (Finlande)

## Impact
La conférence est classée dans la catégorie B par Core
A titre d’illustration, la conférence DLT 2015 comportait cinq conférences invités et 31 communications, choisies après examen par au moins trois membres du comité de programme parmi 54 propositions, ce qui fait un taux d'acceptation de 57 % environ. Un best paper award a aussi été décerné.